# Duroniella
Duroniella is een geslacht van rechtvleugeligen uit de familie veldsprinkhanen (Acrididae). De wetenschappelijke naam van dit geslacht is voor het eerst geldig gepubliceerd in 1908 door Bolívar.

## Soorten
Het geslacht Duroniella omvat de volgende soorten:
- Duroniella acuta Uvarov, 1952
- Duroniella afghana Shumakov, 1956
- Duroniella angustata Mishchenko, 1951
- Duroniella brachyptera Umnov, 1931
- Duroniella carinata Mishchenko, 1951
- Duroniella cooperi Uvarov, 1943
- Duroniella fracta Krauss, 1890
- Duroniella gracilis Uvarov, 1926
- Duroniella iranica Bey-Bienko, 1948
- Duroniella kalmyka Adelung, 1906
- Duroniella kostylevi Bey-Bienko, 1948
- Duroniella laeviceps Uvarov, 1938
- Duroniella laticornis Krauss, 1909
- Duroniella laurae Bormans, 1885
- Duroniella lucasii Bolívar, 1881
- Duroniella parallella Uvarov, 1950
- Duroniella sogdiana Mishchenko, 1949
- Duroniella turcomana Mishchenko, 1951
- Duroniella volucris Uvarov, 1938